# Антоній I (католикос-патріарх Грузії)
Католикос-Патріарх Антоній I (груз. კათოლიკოს-პატრიარქი ანტონ I в миру Теймураз Єссеєвич Багратіоні, груз. თეიმურაზ იესეს ძე ბაგრატიონი; 17 (28) жовтня 1720, Телаві — 1 (12) березня 1788, Тифліс) — грузинський і російський державний і церковний діяч, дипломат, письменник, філософ, історик, граматик. Католикос-патріарх східної Грузії (1744—1755, 1764—1788), архієпископ Володимирський і Яропольський (1757—1762).
Син Картлійського царя Єссея (1714-1716, 1724-1727) і Єлени, дочки царя Іраклія I (кахетинська гілка Багратіоні), племінник царя Вахтанга VI.

## Життєпис
Народився 17 жовтня 1720 р.
У 1738 р. в монастирі Гелати був пострижений в чернецтво.
У 1739 р. — ігумен Гелатського монастиря .
У 1740-му — хіротонізований у сан єпископа Кутаїського і зведений в сан митрополита.
У 1744 р. митрополит Антоній обраний Католикосом-патріархом Східної Грузії.
Антоній ретельно вивчав праці вірменських і латинських богословів, спілкувався і полемізував з монахами-капуцинами. Митрополит мав на меті використовувати багатий науковий досвід католиків для освіти грузинської молоді. Але противники Антонія звинуватили його у відхиленні від православної віри.
16 грудня 1755 р. відбувся помісний Собор Грузинської Православної Церкви, що проголосив Антонія єретиком і позбавив його сану католикоса-патріарха і права звершувати богослужіння. Після 18 місяців ув'язнення Антонію дозволили виїхати в Російську імперію, де проживали його родичі — спадкоємці царя Вахтанга VI.
16 березня 1757 р. Антоній постав перед судом Святійшого Синоду Російської Православної Церкви і був виправданий.
23 листопада 1757-го — указом імператриці Єлизавети Петрівни Антоній був призначений архієпископом Володимирським. Активно вивчав російську і церковнослов'янську мови, зблизився з багатьма ієрархами російської церкви.
Цар Іраклій II викликав Антонія з Росії. 20 березня 1763 р. той прибув до Грузії.
У 1764 р. на Соборі Грузинської Церкви Антоній був відновлений в сані католікоса-патріарха Східної Грузії.
З ім'ям Антонія пов'язане пожвавлення культурного життя Грузії у 2-й половині XVIII століття. Він відновив роботу друкарні, сприяв відкриттю нових початкових шкіл. З його допомогою були засновані Тбіліська і Телавська духовні семінарії.
У 1772 р. Антоній прибув до Росії з особливою дипломатичною місією, яка завершилась укладенням Георгіївського союзницького трактату 1783 року.
У тому ж році Антоній призначений членом Святійшого Синоду Російської Православної Церкви.
Помер 1 березня 1788 року. Похований в Мцхетсбкому кафедральному соборі Светіцховелі перед царськими вратами.

## Твори
Антоній уклав нові редакції Празничної Мінеї, поповнивши їх стихирами грузинським святим власного авторства, які використовувались у богослужіннях Грузинської Церкви; доповнив церковний календар іменами грузинських святих.
Антонію належать філософсько-богословські праці: «Спекалі» («Перл духовний»), «Категорії», «Готова відповідь, або Спростування помилок латинської, лютеранської і вірменської Церкви», в яких він обгрунтовує позиції об'єктивного ідеалізму. Йому належить також тлумачення «Категорій» і «Діалектики» Аристотеля, «Ліствиці» святого Йоана Ліствичника. Антоній був основоположником цілої школи, на ідеях якої виховувалося кілька поколінь діячів Грузинської Церкви і культури XIX століття. В області догматики перу Антонія належить «Катехизис православного віросповідання», «Теологія в 4-х частинах» (догматика, практика, містика і полеміка), а також «Книга сповідання православної віри» і «Тлумачення на 50-й псалом». Антоній є автором історичних творів «Походження грузинських царів» та «Історії Олександра Македонського, Квінта Курція».